# Prezza
Prezza är en ort och kommun i provinsen L'Aquila i regionen Abruzzo i Italien. Kommunen hade 950 invånare (2018).